# Lafayette Roughnecks
Die Lafayette Roughnecks waren ein Arena-Football-Team aus Lafayette, Louisiana, das in der af2 spielte. Ihre Heimspiele trugen die Roughnecks im CajunDome aus.

## Geschichte
Die Roughnecks wurden 2000 gegründet und starteten zur Saison 2001 in der af2. Trainer war der langjährige New Orleans Saints Runningback Buford Jordan.
Das erste Spiel der Franchisegeschichte gewannen die Roughnecks zuhause gegen die Rochester Brigade mit 71:46 vor 3.725 Zuschauern. Am Ende der Saison standen 3 Siege und 13 Niederlagen und der vorletzte Platz in der South Central Division.
Nach nur einer Saison wurde das Team wieder aufgelöst.

## Saisonstatistiken
| Jahr | Team                 | Liga | S | N  | Playoffs erreicht | Playoffrunde |
| ---- | -------------------- | ---- | - | -- | ----------------- | ------------ |
| 2001 | Lafayette Roughnecks | af2  | 3 | 13 | nein              |              |

## Zuschauerentwicklung
| Jahr | Team                 | Liga | Zuschauerdurchschnitt |
| ---- | -------------------- | ---- | --------------------- |
| 2001 | Lafayette Roughnecks | af2  | 4.426                 |